# تكلم الحيوانات في الخيال

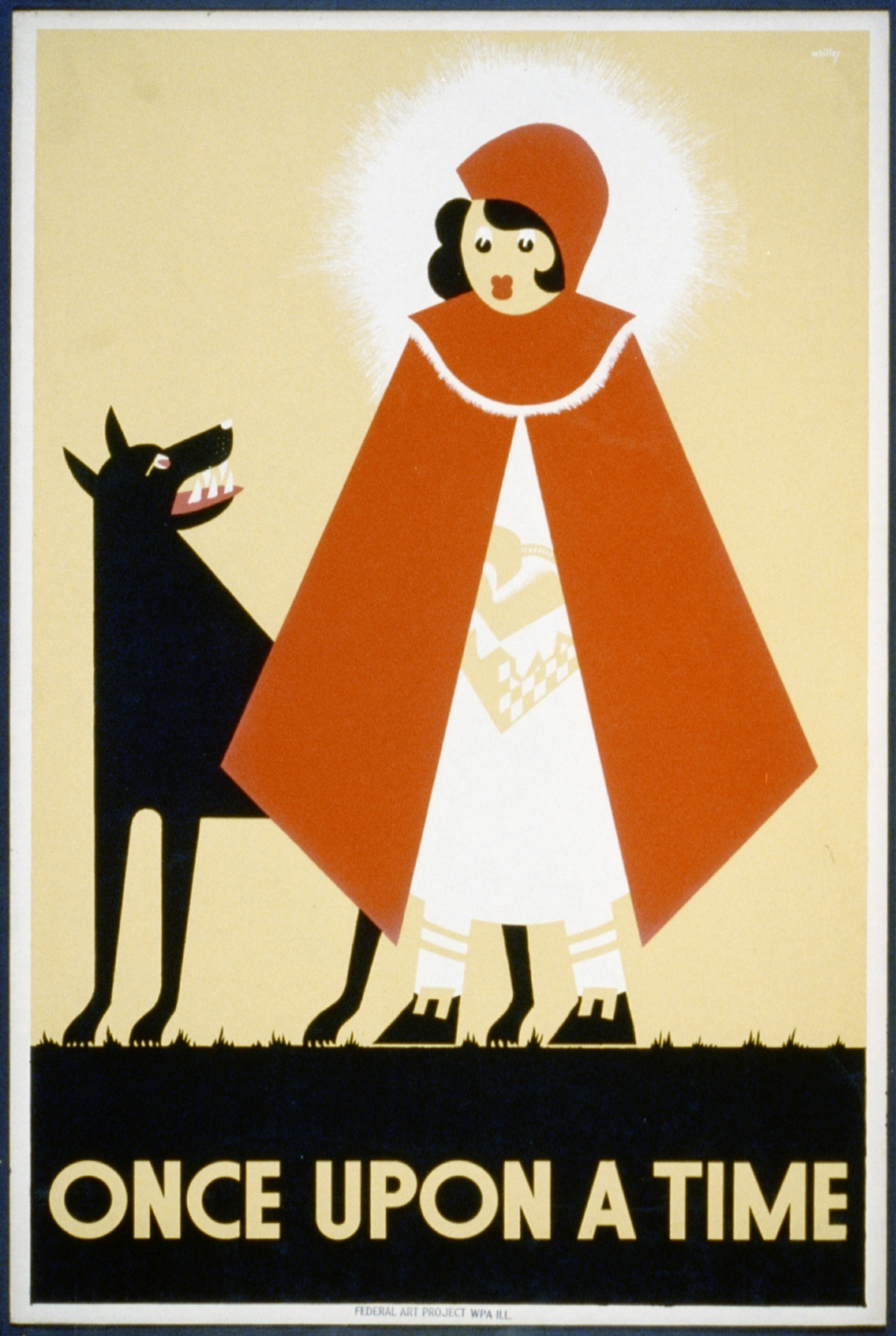
ملصق WPA بواسطة كينيث وايتلي ، 1939

الحيوانات الناطقة هي موضوع شائع في الأساطير والحكايات الشعبية, وكذلك أدب الأطفال . غالباً ما تكون الحيوانات الناطقة الخيالية مجسمة, تمتلك صفات شبيهة بالإنسان ولكنها تظهر كشخصية. يمكّن استخدام الحيوانات المتكلمة رواة القصص من الجمع بين الخصائص الأساسية للحيوان والسلوك البشري, وتستخدم للقصص ذات العبر, وترفيه الأطفال.
هناك عدد من الحيوانات الناطقة الواقعية المزعومة.

## مخلوقات تتحدث لا تزال مخلوقات
يحتفظ المخلوق بشكله الأصلي دون تغيير كبير, بخلاف القدرة على الكلام. في بعض الأحيان قد يتحدث فقط كسرد لراحة القارئ. الأرانب في تل ووترشيب داون الذين, باستثناء القدرة على مناقشة أفعالهم, يتصرفون تمامًا مثل الأرانب العادية, يندرجون أيضاً ضمن هذه الفئة, كما تفعل شخصيات من أفلام الرسوم المتحركة مثل الأقدام المرحة و الأسد الملك .

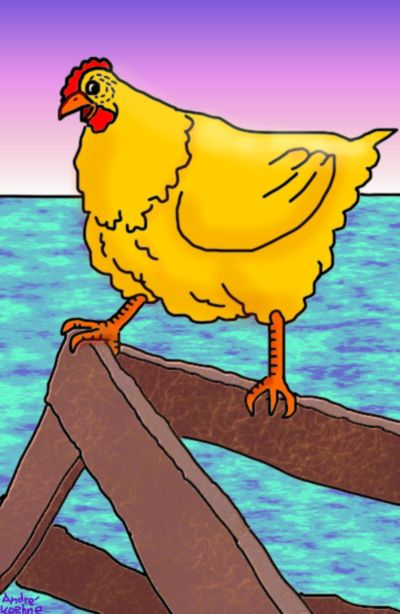
بيلينا, دجاجة متكلمة في أوز, بقلم أندريه كوهني

يظهر مفهوم المخلوق الحديث في العديد من الأدبيات التقليدية, مثل أساطير إيسوب, والعديد من الأساطير, بما في ذلك الأساطير اليونانية والصينية والهندية. من الأمثلة البارزة من التقليد اليهودي المسيحي هو الثعبان الناطق من سفر التكوين, والذي يغري حواء بأكل الفاكهة المحرمة لشجرة معرفة الخير والشر .
تتضمن العديد من الحكايات الخيالية مخلوقات ناطقة واضحة تثبت أنها أشخاص متحولون, أو حتى أشباح. القصص الخيالية كيف حصل إيان ديريتش على بلو فالكون, وتساريفيتش إيفان, وفاير بيرد, والذئب الرمادي, ساعد البطل ثعلب وذئب على التوالي, ولكن في الحكاية المماثلة, الطائر الذهبي, يتحرر الثعلب المتكلم من تعويذة ليصبح شقيق البطلة ، وفي فيلم The Bird ، يترك الثعلب البطل بعد أن أوضح أنه الرجل الميت الذي دفع البطل ديونه.
سواء كان شكله متغيراً أو لديه القدرة السحرية على الكلام ، ربما يكون المخلوق الناطق هو السمة الأكثر شيوعاً في القصص الخيالية. الفكرة موجودة بالتأكيد في العديد من الحكايات أكثر من الجنيات. 
تمزج العديد من قصص الخيال العلمي والخيال الحديث بين الشخصيات البشرية والمخلوقة. في كتاب ليمان فرانك بوم Land of Oz, تتحدث مخلوقات (مثل الأسد الجبان والنمر الجائع). تكتسب دجاجة بيلينا القدرة على التحدث عندما جرفتها عاصفة بعيدًا للهبوط بالقرب من أوز ، كما تفعل الحيوانات الأخرى ، وتوتو ، كما هو موضح في retcon ، كانت تتمتع دائمًا بالقدرة منذ وصولها إلى أوز ، لكنها لم تستخدمها أبدًا. في Chronicles of Narnia لسي. إس. لويس, يحكم عالم Narnia أسد يتحدث باسم أسلان, وتتحدث العديد من الشخصيات الصغيرة عن حيوانات الغابة ، وكلاهما يتفاعل مع كل من بشر Narnia ، والأطفال الذين يمثلون كأبطال رواية الكتب.
في برامج الأطفال مثل جو ديجو جو ومغامرات دورا, اثنان من أبناء العم دورا ودييجو يتحدثان مع الحيوانات في الغابة المطيرة في بضع حلقات من الموسم الثاني في دورا والأصدقاء, يمكن لدرة وصديقاتها التحدث إلى الحيوانات.
في امتيازات ديزني لكتاب The Jungle Book وطرزان, يمكن لماوكلي مع شانتي ورانجان التحدث إلى الحيوانات في أدغال الهند, ويمكن لطرزان مع جين ووالدها التحدث إلى الحيوانات: الغوريلا والفيلة في الغابة الأفريقية.
في الكتاب الهزلي الفرنسي الوحشي للأطفال Pyrénée ، يمكن لـ Pyrénée التحدث إلى حيوانات الغابة في جبال Pyrenees الفرنسية.

## المخلوقات التي تصور البشر
يشير معظم الأشخاص في مجالات الرسم الاحترافي والرسوم الكرتونية والرسوم المتحركة إلى هذه الأنواع من شخصيات المخلوقات على أنها حيوانات ناطقة, حيوانات مضحكة أو شخصيات مجسمة. وأقرب مثال على الحديث البشر مخلوقات تصوير، بدلا من الحديث المخلوقات تصوير المخلوقات، وكان في بيدبا الصورة كليلة ودمنة (الخرافات من Bidpai)، التي أنشئت في العالم الحديث المخلوقات الذين يمثلون الأخلاق الإنسانية والسلوك. وخير الغربي مثال على هذا النوع هو هنريسون الصورة Fabillis. يستخدم الويب الهزلي "Anima: Age of the Robots" (Anima (webcomic)) مجسماً لتصوير عالم بديل حديث مثل عالمنا, ولكن يسكنه مخلوق يشبهه. الروبوتات الذكية التي صنعوها تتمرد وتهدد المخلوقات. هذا بمثابة تحذير لسعي البشرية الطائش للتقدم التكنولوجي.

## مواضيع مشابهة
- بلونت ، إم. أنيمال لاند: مخلوقات خيال الأطفال . وليام مورو وشركاه ، 1975. 336 ص.
- ت. كوسليت ، الحيوانات الناطقة في روايات الأطفال البريطانية ، 1786-1914 . Ashgate Publishing، Ltd.، 2006. 205 ص.(ردمك 0-7546-3656-9) ،(ردمك 978-0-7546-3656-4)
- إليك ، ج. الحيوانات المتكلمة في قصص الأطفال: دراسة نقدية . مكفارلاند ، 2015. 258 ص.(ردمك 0-7864-7878-0)رقم ISBN 0-7864-7878-0 ،(ردمك 978-0-7864-7878-1)
- J. Clute  [لغات أخرى]‏؛ J. Grant  [لغات أخرى]‏، المحررون (1997). "Animal Fantasy, Beast Fable, Talking Animals". The Encyclopedia of Fantasy (ط. 1st UK). London: Orbit Books. ISBN:978-1-85723-368-1. {{استشهاد بكتاب}}: روابط خارجية في |الفصل= (مساعدة)صيانة الاستشهاد: أسماء عددية: قائمة المحررين (link) صيانة الاستشهاد: أسماء متعددة: قائمة المحررين (link) صيانة الاستشهاد: علامات ترقيم زائدة (link)J. Clute  [لغات أخرى]‏؛ J. Grant  [لغات أخرى]‏، المحررون (1997). "Animal Fantasy, Beast Fable, Talking Animals". The Encyclopedia of Fantasy (ط. 1st UK). London: Orbit Books. ISBN:978-1-85723-368-1. {{استشهاد بكتاب}}: روابط خارجية في |الفصل= (مساعدة)صيانة الاستشهاد: أسماء عددية: قائمة المحررين (link) صيانة الاستشهاد: أسماء متعددة: قائمة المحررين (link) صيانة الاستشهاد: علامات ترقيم زائدة (link) J. Clute  [لغات أخرى]‏؛ J. Grant  [لغات أخرى]‏، المحررون (1997). "Animal Fantasy, Beast Fable, Talking Animals". The Encyclopedia of Fantasy (ط. 1st UK). London: Orbit Books. ISBN:978-1-85723-368-1. {{استشهاد بكتاب}}: روابط خارجية في |الفصل= (مساعدة)صيانة الاستشهاد: أسماء عددية: قائمة المحررين (link) صيانة الاستشهاد: أسماء متعددة: قائمة المحررين (link) صيانة الاستشهاد: علامات ترقيم زائدة (link)
- Morgenstern ، J. "الأطفال والحيوانات الناطقة الأخرى" . الأسد ووحيد القرن . 2000. 24 .1. ص. 110 - 127.
- التحدث عن الحيوانات: كتابة السيرة الذاتية للحيوان . إد. بواسطة مارجو ديميلو. نيويورك: روتليدج ، 2012. - 274 ص.(ردمك 0-415-80899-5)رقم ISBN 0-415-80899-5 ،(ردمك 978-0-415-80899-6)
- حديث الحيوانات أو البشر في الفراء؟: دراسة الحيوانات المجسمة في أدب الأطفال المصور . جامعة فيكتوريا في ويلينجتون ، 1998. 86 ص.
- Teupe ، L. وظيفة الحيوانات في القصص الخيالية والخرافات . GRIN Verlag، 2014. 12 ص.(ردمك 3-656-57197-X)رقم ISBN 3-656-57197-X ،(ردمك 978-3-656-57197-1) .
- Ziolkowski ، JM Talking Animals : شعر الوحش اللاتيني في العصور الوسطى ، 750-115 . مطبعة جامعة بنسلفانيا ، 1993.